# Hecklingen
Hecklingen település Németországban, azon belül Szász-Anhalt tartományban. Lakosainak száma 6735 fő (2023. december 31.).

## Népesség
A település népességének változása:
| Lakosok száma | 7061 | 6970 | 6827 | 6893 | 6735 |
|               | 2017 | 2019 | 2021 | 2022 | 2023 |